# Liste des maires de Pékin
Cet article dresse une liste par ordre de mandat des maires de Pékin. Ces maires possèdent officiellement le rang le plus élevé dans le gouvernement populaire de la ville.

## Liste des maires
| Portrait                                                         | Identité                                                      | Période           | Période           | Durée                      |
| Portrait                                                         | Identité                                                      | Début             | Fin               | Durée                      |
| ---------------------------------------------------------------- | ------------------------------------------------------------- | ----------------- | ----------------- | -------------------------- |
| Ding Naiyang                                                     | Ding Naiyang (d) (zh) 丁乃揚 (né en 1868)                     | 1912              | 14 décembre 1912  | moins d’un an              |
| Zhang Guangjian                                                  | Zhang Guangjian (en) (zh) 張廣建 (1867 - 1938)                | 24 décembre 1912  | 19 septembre 1913 | 8 mois et 26 jours         |
| Pas de portrait sous licence libre disponible pour Wang Zhixin.  | Wang Zhixin (en) (zh) 王治馨 (1868 - 1914)                    | 16 octobre 1913   | 23 mars 1914      | 5 mois et 7 jours          |
| Shen Jinjian                                                     | Shen Jinjian (en) (zh) 沈金鉴 (1875 - 1924)                   | 23 mars 1914      | 26 septembre 1915 | 1 an, 6 mois et 3 jours    |
| Pas de portrait sous licence libre disponible pour Wang Da.      | Wang Da (en) (zh) 王達 (1881 - 1946)                          | 26 septembre 1915 | 3 août 1920       | 4 ans, 10 mois et 8 jours  |
| Wang Hu                                                          | Wang Hu (en) (zh) 王瑚 (1865 - 1933)                          | 3 août 1920       | 18 septembre 1920 | 1 mois et 15 jours         |
| Pas de portrait sous licence libre disponible pour Sun Zhenjia.  | Sun Zhenjia (d) (zh) 孫振家 (né en 1858)                      | 18 septembre 1920 | 19 mai 1922       | 1 an, 8 mois et 1 jour     |
| Liu Menggeng                                                     | Liu Menggeng (en) (zh) 劉夢庚 (1881 - XXe siècle)             | 19 mai 1922       | 5 novembre 1924   | 2 ans, 5 mois et 17 jours  |
| Wang Zhixiang                                                    | Wang Zhixiang (en) (zh) 王芝祥 (1858 - 1930)                  | 5 novembre 1924   | 31 décembre 1924  | 1 mois et 26 jours         |
| Xue Dubi                                                         | Xue Dubi (en) (zh) 薛篤弼 (1892 - 1973)                       | 31 décembre 1924  | 9 octobre 1925    | 9 mois et 8 jours          |
| Liu Ji                                                           | Liu Ji (en) (zh) 劉驥 (1887年生) (1887 - 1967)                | 20 octobre 1925   | mai 1926          | 7 mois                     |
| Li Yuan                                                          | Li Yuan (en) (zh) 李垣 (1879 - XXe siècle)                    | 4 septembre 1926  | 24 septembre 1927 | 1 an et 20 jours           |
| Pas de portrait sous licence libre disponible pour Zhang Jixin.  | Zhang Jixin (en) (zh) 张济新 (1874 - 1952)                    | 24 septembre 1927 | 3 juin 1928       | 8 mois et 10 jours         |
| Pas de portrait sous licence libre disponible pour Li Shengpei.  | Par intérim : Li Shengpei (d) (zh) 李升培 (1879 - XXe siècle) | 4 juin 1928       | 25 juin 1928      | 21 jours                   |
| He Chengjun                                                      | Par intérim : He Chengjun (en) (zh) 何成濬 (1882 - 1961)      | 25 juin 1928      | 13 juillet 1928   | 18 jours                   |
| He Qigong                                                        | He Qigong (en) (zh) 何其巩 (1898 - 1955)                      | 13 juillet 1928   | 12 juin 1929      | 10 mois et 30 jours        |
| Chang Yin-wu                                                     | Chang Yin-wu (en) (zh) 張蔭梧 (1891 - 1949)                   | 12 juin 1929      | 27 février 1931   | 1 an, 8 mois et 15 jours   |
| Pas de portrait sous licence libre disponible pour Wang Tao.     | Par intérim : Wang Tao (d) (zh) 王韬 (1866 - 1937)            | octobre 1930      | mars 1931         | 5 mois                     |
| Zhou Dawen                                                       | Zhou Dawen (en) (zh) 周大文 (1890 - 1971)                     | 27 février 1931   | 16 juin 1933      | 2 ans, 3 mois et 20 jours  |
| Hu Ruoyu                                                         | Par intérim : Hu Ruoyu (d) (zh) 胡若愚 (1897 - 1962)          | avril 1931        | juin 1931         | 2 mois                     |
| Yuan Liang                                                       | Yuan Liang (en) (zh) 袁良 (1882 - 1953)                       | 16 juin 1933      | 1er novembre 1935 | 2 ans, 4 mois et 16 jours  |
| Song Zheyuan                                                     | Song Zheyuan (zh) 宋哲元 (1885 - 1940)                        | 1er novembre 1935 | 8 novembre 1935   | 7 jours                    |
| Qin Dechun                                                       | Qin Dechun (en) (zh) 秦德純 (1893 - 1963)                     | 8 novembre 1935   | 28 juillet 1937   | 1 an, 8 mois et 20 jours   |
| Zhang Zizhong                                                    | Zhang Zizhong (zh) 张自忠 (1891 - 1940)                       | 28 juillet 1937   | 6 août 1937       | 9 jours                    |
| Jiang Chaozong                                                   | Jiang Chaozong (en) (zh) 江朝宗 (1861 - 1943)                 | 6 août 1937       | 17 décembre 1937  | 4 mois et 11 jours         |
|                                                                  | Vacant                                                        | 17 décembre 1937  | 1er janvier 1938  | 15 jours                   |
| Jiang Chaozong                                                   | Jiang Chaozong (en) (zh) 江朝宗 (1861 - 1943)                 | 1er janvier 1938  | 10 janvier 1938   | 9 jours                    |
| Yu Jinhe                                                         | Yu Jinhe (en) (zh) 余晋龢 (1887 - XXe siècle)                 | 10 janvier 1938   | 9 février 1943    | 5 ans et 30 jours          |
| Su Tiren                                                         | Par intérim : Su Tiren (en) (zh) 苏体仁 (1888 - 1979)         | 1941              | 9 février 1943    | 2 ans                      |
| Pas de portrait sous licence libre disponible pour Liu Yushu.    | Liu Yushu (d) (zh) 劉玉書 (né en 1885)                        | 9 février 1943    | 20 février 1945   | 2 ans et 11 jours          |
| Xu Xiuzhi                                                        | Xu Xiuzhi (en) (zh) 许修直 (1881 - 1954)                      | 20 février 1945   | 16 août 1945      | 5 mois et 27 jours         |
| Pas de portrait sous licence libre disponible pour Xiong Bin.    | Xiong Bin (d) (zh) 熊斌 (1894 - 1964)                         | 16 août 1945      | 15 juillet 1946   | 10 mois et 29 jours        |
| He Siyuan                                                        | He Siyuan (en) (zh) 何思源 (1896 - 1982)                      | 15 juillet 1946   | juillet 1948      | 2 ans                      |
| Pas de portrait sous licence libre disponible pour Liu Yaozhang. | Liu Yaozhang (d) (zh) 刘瑶章 (1897 - 1993)                    | juillet 1948      | 4 février 1949    | 7 mois                     |
| Ye Jianying                                                      | Ye Jianying (zh) 葉劍英 (1897 - 1986)                         | 18 décembre 1948  | 8 septembre 1949  | 8 mois et 21 jours         |
| Nie Rongzhen                                                     | Nie Rongzhen (zh) 聂荣臻 (1899 - 1992)                        | 8 septembre 1949  | 26 février 1951   | 1 an, 5 mois et 18 jours   |
| Peng Zhen                                                        | Peng Zhen (zh) 彭真 (1902 - 1997)                             | 26 février 1951   | mai 1966          | 15 ans et 3 mois           |
| Pas de portrait sous licence libre disponible pour Wu De.        | Wu De (zh) 吴德 (1913 - 1995)                                 | mai 1966          | 20 avril 1967     | 11 mois                    |
| Xie Fuzhi                                                        | Xie Fuzhi (zh) 谢富治 (1909 - 1972)                           | 20 avril 1967     | mars 1972         | 4 ans et 11 mois           |
| Pas de portrait sous licence libre disponible pour Wu De.        | Wu De (zh) 吴德 (1913 - 1995)                                 | mai 1972          | 9 octobre 1978    | 6 ans et 5 mois            |
| Pas de portrait sous licence libre disponible pour Lin Hujia.    | Lin Hujia (en) (zh) 林乎加 (1916 - 2018)                      | 9 octobre 1978    | 25 janvier 1981   | 2 ans, 3 mois et 16 jours  |
| Pas de portrait sous licence libre disponible pour Jiao Ruoyu.   | Jiao Ruoyu (en) (zh) 焦若愚 (1915 - 2020)                     | 25 janvier 1981   | 24 mars 1983      | 2 ans, 1 mois et 27 jours  |
| Pas de portrait sous licence libre disponible pour Chen Xitong.  | Chen Xitong (zh) 陈希同 (1930 - 2013)                         | 24 mars 1983      | février 1993      | 9 ans et 11 mois           |
| Pas de portrait sous licence libre disponible pour Li Qiyan.     | Li Qiyan (en) (zh) 李其炎 (1938 - 2020)                       | février 1993      | octobre 1996      | 3 ans et 8 mois            |
| Jia Qinglin                                                      | Par intérim : Jia Qinglin (zh) 贾庆林 (né en 1940)            | octobre 1996      | février 1997      | 4 mois                     |
| Jia Qinglin                                                      | Jia Qinglin (zh) 贾庆林 (né en 1940)                          | février 1997      | février 1999      | 2 ans                      |
| Liu Qi                                                           | Liu Qi (zh) 刘淇 (né en 1942)                                 | février 1999      | janvier 2003      | 3 ans et 11 mois           |
| Pas de portrait sous licence libre disponible pour Meng Xuenong. | Meng Xuenong (en) (zh) 孟学农 (né en 1949)                    | 19 janvier 2003   | 20 avril 2003     | 3 mois et 1 jour           |
| Wang Qishan                                                      | Par intérim : Wang Qishan (zh) 王岐山 (né en 1948)            | 20 avril 2003     | février 2004      | 10 mois                    |
| Wang Qishan                                                      | Wang Qishan (zh) 王岐山 (né en 1948)                          | février 2004      | 30 novembre 2007  | 3 ans et 9 mois            |
| Guo Jinlong                                                      | Par intérim : Guo Jinlong (zh) 郭金龙 (né en 1947)            | 30 novembre 2007  | janvier 2008      | 2 mois                     |
| Guo Jinlong                                                      | Guo Jinlong (zh) 郭金龙 (né en 1947)                          | janvier 2008      | 25 juillet 2012   | 4 ans et 6 mois            |
| Wang Anshun, 27 mai 2016.                                        | Par intérim : Wang Anshun (en) (zh) 王安順 (né en 1957)       | 25 juillet 2012   | 28 janvier 2013   | 6 mois et 3 jours          |
| Wang Anshun, 27 mai 2016.                                        | Wang Anshun (en) (zh) 王安順 (né en 1957)                     | 28 janvier 2013   | 31 octobre 2016   | 3 ans, 9 mois et 3 jours   |
| Cai Qi, 23 octobre 2022.                                         | Par intérim : Cai Qi (zh) 蔡奇 (né en 1955)                   | 31 octobre 2016   | 10 janvier 2017   | 2 mois et 10 jours         |
| Cai Qi, 23 octobre 2022.                                         | Cai Qi (zh) 蔡奇 (né en 1955)                                 | 10 janvier 2017   | 27 mai 2017       | 4 mois et 17 jours         |
| Chen Jining, 2023.                                               | Par intérim : Chen Jining, (zh) 陈吉宁 (né en 1964)           | 27 mai 2017       | 30 janvier 2018   | 8 mois et 3 jours          |
| Chen Jining, 2023.                                               | Chen Jining (zh) 陈吉宁 (né en 1964)                          | 30 janvier 2018   | 28 décembre 2022  | 4 ans, 10 mois et 28 jours |
| Yin Yong                                                         | Par intérim : Yin Yong (en) (zh) 殷勇 (né en 1969)            | 28 octobre 2022   | 19 janvier 2023   | 2 mois et 22 jours         |
| Yin Yong                                                         | Yin Yong (en) (zh) 殷勇 (né en 1969)                          | 19 janvier 2023   | En cours          | 2 ans, 1 mois et 23 jours  |